# Robert D. Webb
Robert D. Webb (Clay City, 8 gennaio 1903 – Newport Beach, 18 aprile 1990) è stato un regista statunitense.

## Biografia
Nel 1938 vinse il premio Oscar alla migliore aiuto regia per il film L'incendio di Chicago, diretto da Henry King.
Fu sposato con Barbara Mac Lean dal 1951 al 1990.

## Filmografia parziale
- The Caribbean Mystery (1945)
- The Spider (1945)
- Brigata di fuoco (The Glory Brigade) (1953)
- Tempeste sotto i mari (Beneath the 12-Mile Reef) (1953)
- La vergine della valle (White Feather) (1955)
- Le sette città d'oro (Seven Cities of Gold) (1955)
- Gli eroi della stratosfera (On the Threshold of Space) (1956)
- La grande sfida (The Proud Ones) (1956)
- Fratelli rivali (Love Me Tender) (1956)
- La strada dell'oro (The Way to the Gold) (1957)
- Tuoni sul Timberland (Guns of the Timberland) (1960)
- 7 donne dall'inferno (Seven Women from Hell) (1961)
- I pirati di Tortuga (Pirates of Tortuga) (1961)
- Intrigo a Cape Town (The Cape Town Affair) (1967)
- 6 pallottole per 6 carogne (The Jackals) (1967)
- A Little of What You Fancy (1968)